# Comium
Die Comium Gambia Company Ltd. ist eine private Mobilfunkgesellschaft im westafrikanischen Staat Gambia.
Das Unternehmen ist eine 100%ige Tochter der Comium Group aus Luxemburg.

## Geschichte

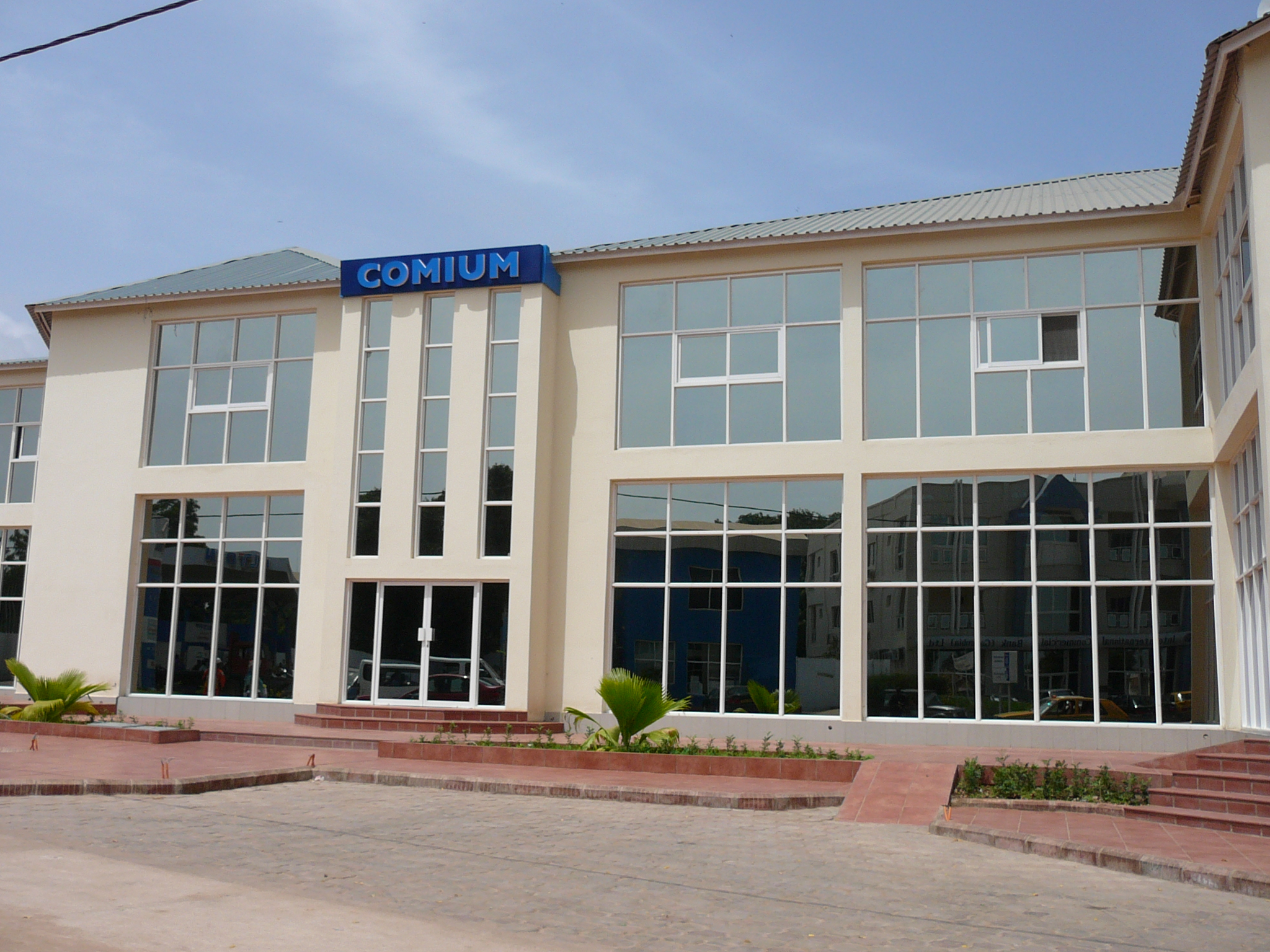
Hauptverwaltung der Comium Gambia Company Ltd. an der Kairaba Avenue

Am 26. Juli 2006 erhielt Comium, als drittes Unternehmen in Gambia, eine neue GSM 2G-Lizenz. Die Dienste als Mobilfunkanbieter konnte Comium ab Mai 2007 seinen Kunden anbieten. Innerhalb der ersten sechs Monate konnten sie einen 25%igen Marktanteil in Gambia erringen.